# Atracheodillo marmorivagus
Atracheodillo marmorivagus är en kräftdjursart som beskrevs av Arcangeli 1950. Atracheodillo marmorivagus ingår i släktet Atracheodillo och familjen Eubelidae. Inga underarter finns listade i Catalogue of Life.